# Partito Nazionalista Laburista
Il Partito Nazionalista Laburista (in turco Milliyetçi Çalışma Partisi, MÇP) è stato un partito politico turco di destra.
Erede del Partito Conservatore (Muhafazakâr Parti, MP), l'MÇP fu fondato il 30 novembre 1985 ed ebbe come primo presidente Ali Koç. Nel 1987 il timone del movimento passò all'ex ministro Abdülkerim Doğru, e successivamente ad Alparslan Türkeş.
Alle elezioni politiche del 1987 l'MÇP ottenne il 2,9% dei voti, mentre alle amministrative del 1989 riuscì ad eleggere i sindaci di tre comuni (Elazığ, Erzincan, Yozgat).
In vista delle elezioni generali del 1991, l'MÇP strinse un'alleanza con il Partito del Benessere e il Partito della Democrazia Riformista, riuscendo ad ottenere il 16,9% dei voti ed esprimendo 62 deputati alla Grande Assemblea Nazionale Turca.
Nel gennaio 1993 è confluito nel Partito del Movimento Nazionalista.